# Viménil
Viménil là một xã ở tỉnh Vosges, vùng Grand Est, Pháp. Xã này có diện tích 8,05 km² dân số năm 1999 là 179 người. Xã này nằm ở khu vực có độ cao trung bình 380 m trên mực nước biển. Vosges trong vùng Grand Est thuộc cộng đồng các xãArentèle-Durbion-Padozel.
Người dân địa phương danh xưng tiếng Pháp là Viménilois.

## Biến động dân số
| Năm | 1831 | 1962 | 1968 | 1975 | 1982 | 1990 | 1999 |
| --- | ---- | ---- | ---- | ---- | ---- | ---- | ---- |
| Dân số | 443  | 194  | 154  | 138  | 135  | 166  | 179  |
| From the year 1962 on: No double counting—residents of multiple communes (e.g. students and military personnel) are counted only once. |      |      |      |      |      |      |      |

## Hành chính
| Danh sách các xã trưởng                |           |                 |      |                                  |
| Giai đoạn                              | Giai đoạn | Tên             | Đảng | Tư cách                          |
| 2007                                   | 2014      | Nadine Merey    |      | Gardienne agrée                  |
| 2001                                   | 2007      | Claude Mengel   |      | Technicien en télécommunications |
| 1986                                   | 2001      | Robert Fays     |      | Nông dân                         |
| 1971                                   | 1986      | Maurice Mengel  |      | Mécanicien textile (1923-2006)   |
| 1965                                   | 1971      | Raymond Thiriet |      | Nông dân                         |
|                                        | 1965      | Marcel Babel    |      | Nông dân                         |
| -                                      | -         |                 |      |                                  |
| 1846                                   | 1847      | Thiriat         |      |                                  |
| 1843                                   | 1846      | Thiriet         |      |                                  |
| 1840                                   | 1843      | Thiriat         |      |                                  |
| 1835                                   | 1840      | Balland         |      |                                  |
| 1832                                   | 1835      | Marchal         |      |                                  |
| 1831                                   | 1832      | Michel          |      |                                  |
| 1824                                   | 1831      | Balland         |      |                                  |
| 1821                                   | 1824      | Didier          |      |                                  |
| 1811                                   | 1821      | Lacote          |      |                                  |
| Tất cả các dữ liệu trước đây không rõ. |           |                 |      |                                  |